# 청도초등학교 (경북)
청도초등학교는 대한민국 경상북도 청도군 화양읍 범곡리에 있는 공립 초등학교이다.

## 학교 연혁
- 1906년 4월 1일 사립 유명학교 개교
- 1911년 4월 1일 청도공립보통학교 (공립 개편, 화양읍 교촌동)
- 1914년 4월 26일 현위치로 이전
- 1938년 4월 1일 화양공립심상소학교 (교명 변경)
- 1941년 4월 1일 화양공립국민학교 (교명 변경)
- 1945년 11월 1일 청도공립국민학교 (교명 변경)
- 1981년 3월 1일 병설유치원 개원
- 1992년 11월 20일 성종 장학회 설립(본교 35회 졸업생 성종태 이사장)
- 1996년 3월 1일 청도초등학교로 교명 변경
- 2006년 4월 1일 개교 100주년 기념행사
- 2016년 9월 1일 제42대 남석진 교장 취임
- 2018년 2월 8일 제107회 졸업식 (졸업생 93명 총수: 16,113명)
- 2018년 3월 1일 25학급 편성(535명), 유치원 1학급(24명) 편성

## 참고 자료
- 청도초등학교 - 한국교육학술정보원 학교알리미